# Chrysopophthorus petiolus
Chrysopophthorus petiolus är en stekelart som beskrevs av Chou 1986. Chrysopophthorus petiolus ingår i släktet Chrysopophthorus och familjen bracksteklar. Inga underarter finns listade i Catalogue of Life.